# Bifurcaria
Genre

Bifurcaria est un genre d’algues brunes marines de la famille des Sargassaceae comprenant une seule espèce actuelle et une espèce fossile. Il est présent sur les côtes rocheuses et dans les mares résiduelles des côtes de l'Europe et d'Afrique du Nord-Ouest, le long de l’océan Atlantique.

## Description
Les espèces du genre Bifurcaria sont des algues marines caractérisées par une base pérenne et rhizomateuse, formant un réseau entrelacé et fixé au substrat par des disques adhésifs. De cette base émergent des structures dressées, cylindriques lorsqu’elles sont en phase végétative. Leur croissance est assurée par une cellule apicale à trois faces. Certaines populations de Bifurcaria bifurcata présentent des renflements, mais la plupart sont dépourvues de vésicules. Les branches du système dressé se forment selon un modèle triradié, bien que l’agencement global puisse paraître irrégulier ou bilatéral. Les portions terminales épaissies des structures dressées deviennent cylindriques ou légèrement aplaties et forment des réceptacles. Les plantes, ainsi que leurs conceptacles individuels, peuvent être monoïques ou dioïques, produisant un seul œuf par oogone.
Le genre Bifurcaria se distingue par sa morphologie caractéristique, notamment des axes finaux cylindriques bifurqués. Bifurcaria bifurcata, l'espèce type, présente une croissance clonale et se reconnaît par une base rhizomateuse rampante, fortement ramifiée, et fixée au substrat à l’aide de nombreux petits disques adhésifs en forme de ventouses. Cette base émet de nombreuses frondes cylindriques et bifurquées. En termes de différenciation morphologique, Bifurcaria et les genres apparentés comme Cystoseira et Halidrys se caractérisent par un thalle différencié en parties apicales et basales, avec des ramifications radiales ou alternées, contrairement au genre Sargassum, où les ramifications sont uniquement radiales et où la différenciation du thalle est négligeable. Cette morphologie particulière permet de distinguer Bifurcaria des autres genres dans des contextes taxinomiques et écologiques. Elle est également importante pour comprendre ses modes de fixation et de croissance dans son habitat marin rocheux.

## Liste des espèces
Selon World Register of Marine Species (24 novembre 2024) :
- Bifurcaria bifurcata R.Ross, 1958
- † Bifurcaria palaeobifurcata (Givulescu) Molinari & Guiry, 2021

Il existe en outre une espèce à classification incertaine (incertae sedis), Bifurcaria galapagensis (Piccone & Grunow) Womersley 1964  décrite aux îles Galapagos dont le basionyme est Fucodium galapagense Piccone & Grunow, 1886.

## Systématique
Le nom valide complet (avec auteur) de ce taxon est Bifurcaria Stackhouse, 1809. En 2024, le nom accepté comme espèce type du genre est Bifurcaria bifurcata R.Ross, 1958.
Bien que les algues brunes aient parfois été classées parmi les protistes dans des systèmes de classification plus anciens ou simplifiés, elles appartiennent aujourd'hui au règne des Chromista, un groupe distinct des protistes. Ce dernier n'est plus retenu dans les classifications phylogénétiques actuelles, qui rattachent certains organismes autrefois appelés sous ce nom aux Opisthokontes, d'autres à la lignée des algues brunes (Straménopiles) ou à la lignée des algues vertes et plantes terrestres (Chlorophyta).
Bifurcaria a pour synonyme :
- Pycnophycus Kützing, 1843

## Étymologie
Le nom de genre Bifurcaria provient du latin « bifurcus », qui signifie « fourchu » ou « divisé en deux branches ». Cette étymologie reflète probablement la morphologie caractéristique des algues de ce genre, notamment leurs branches qui se divisent souvent en deux de manière régulière ou dichotomique. Le suffixe -aria est souvent utilisé en taxinomie pour désigner des groupes présentant une caractéristique commune.

## Publication originale
- Stackhouse, J. (1809). Tentamen marino-cryptogamicum, ordinem novum; in genera et species distributum in Classe XXIV ta Linnaei sistens. Mém. Soc. Imp. Nat. Moscou 2. 50-97[6].

## Utilisations
Le genre Bifurcaria est une source de diterpènes uniques qui pourraient présenter un intérêt pharmaceutique et une étude préliminaire a montré qu'un extrait de Bifurcaria bifurcata pouvait stopper la prolifération des cellules cancéreuses. Plus récemment, des potentialités anti-oxydantes, et anti-tumorales ont été à nouveau mises en évidence chez Bifurcaria bifurcata.